# Rumex pulcher
Rumex pulcher L. es una especie de plantas de la familia de las poligonáceas. 

## Distribución y hábitat

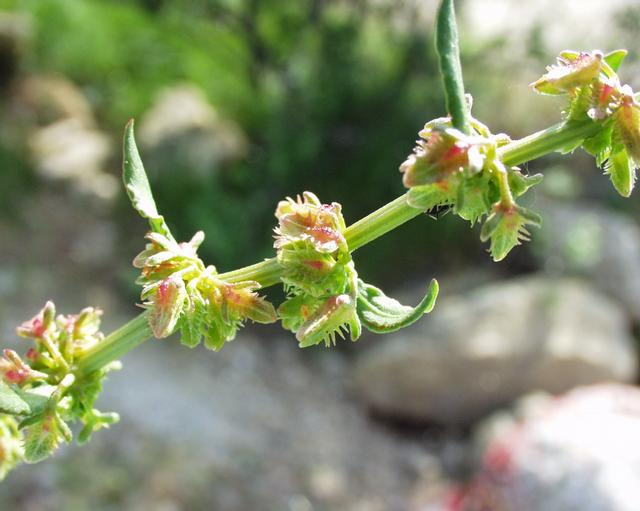
Inflorescencia.

Originaria de la región mediterránea. Extendida como maleza por todo el mundo en selva baja caducifolia, a veces bosque de pino-encino.

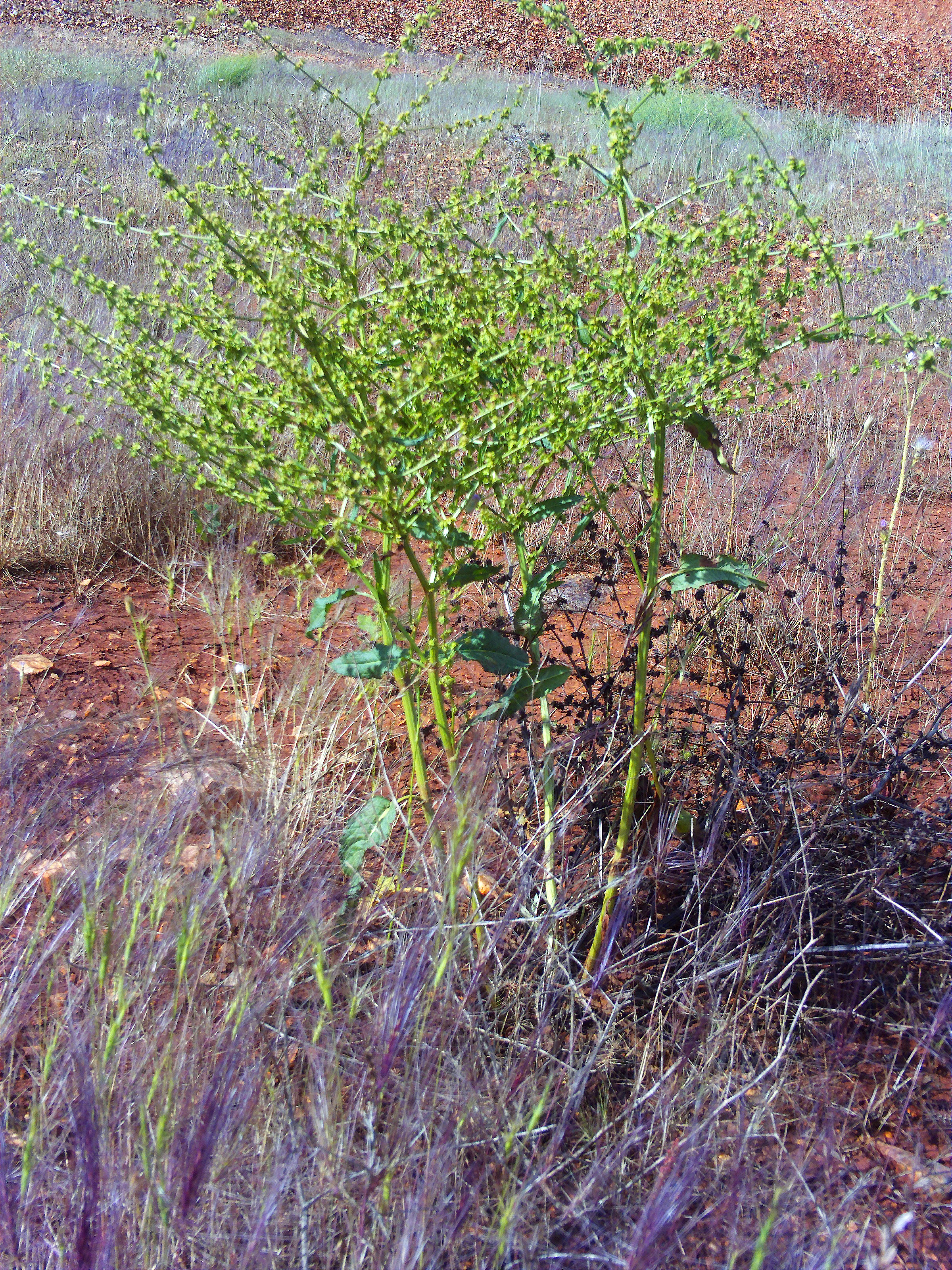
Vista de la planta

## Descripción
Es una hierba perenne, erguida, delgada, sin pelos. Alcanza un tamaño de 30 a 60 cm de alto.
El tallo con ramificaciones extendidas. En el lugar donde nace cada hoja y rodeando al tallo y a veces la base del pecíolo, se encuentra la ócrea, que es un tubo membranoso, translúcido, que se rompe y destruye pronto. Las hojas son alternas, las basales son oblongas, a veces angostándose cerca de la base (como la forma de un violín), de hasta 12 cm de largo, con la base generalmente acorazonada y el margen algo ondulado, sobre largos pecíolos, las hojas superiores más chicas y con la base redondeada. Las flores se disponen en grupitos compactos, algo alejados unos de otros, a lo largo de racimos que en conjunto forman una panícula grande en la que se presentan unas pocas hojas reducidas. También se presentan estos grupitos de flores en las axilas de las hojas superiores. Las flores son verdosas o rojizas, muy pequeñas. El fruto es seco (un aquenio) y de una sola semilla, con 3 costillas, liso, envuelto por 3 hojillas (son los 3 tépalos internos de las flores que se han modificado), triangular, a veces largamente triangular, reticulado, con largos dientes en el margen y con un tejido grueso, prominente, blanquecino, muy evidente; en conjunto da la apariencia de un fruto alado.

## Taxonomía
Rumex pulcher fue descrita por   Nikolaus Joseph von Jacquin  y publicado en Enum. Stirp. Vindob. 62 1762.
Etimología
Ver: Rumex
pulcher: epíteto latíno que significa "preciosa".
Variedades aceptadas
- Rumex pulcher subsp. anodontus (Hausskn.) Rech.f.
- Rumex pulcher subsp. cassius (Boiss.) Rech.f.
- Rumex pulcher subsp. raulinii (Boiss.) Rech.f.
- Rumex pulcher subsp. woodsii (De Not.) Arcang.

Sinonimia
- Lapathum pulchrum  (L.) Moench
- Lapathum sinuatum Lam.
- Rumex denticulatus K.Koch
- Rumex divaricatus auct.
- Rumex lyratus L. in Loefl.
- Rumex tuberculatus K. Koch
- Rumex woodsii De Not.[4]

## Nombre común
- Castellano: aceda de culebra, aceda de sapo, acedera, acedera de lagarto, acedera mala, acederón, apromaza, arengada, arromanza, arromaza, carabana, carabiza, carbana, carbano, carbaza, carbén, carbena, carbeña, carbey, carpaza, churrilaila, espinaca silvestre, espinaca vinagrera, garbana, labasa, labaza, lampaza, lapazuela, lengua de buey, lengua de vaca, llabasar, llampaza, llampazas, oreja de mula, pucharaca, rabasa, rapazuela, romacera, romansa, romanza, romanza real, romasa, romaza, romaza común, romaza negra, romaza silvestre, romaza violín, romaza violín o violón, romaza violón, tabacalera, tabaquera, vinagrera, vinagreras.[5]